# 登別郵便局
登別郵便局（のぼりべつゆうびんきょく）は北海道登別市にある郵便局。民営化前の分類では集配普通郵便局であった。

## 概要
住所：〒059-8799 北海道登別市中央町2-15-1

## 沿革
- 1872年11月1日（明治5年10月1日） - 幌別郵便取扱所として開設。
- 1875年（明治8年）1月1日 - 幌別郵便局（五等）となる[1]。
- 1896年（明治29年）7月1日 - 為替・貯金取扱を開始。
- 1958年（昭和33年）7月1日 - 幌別鉱山郵便局の廃止に伴い、取扱事務を承継[2]。
- 1969年（昭和44年）6月10日 - 電話の加入および料金に関する簡易な事務および和文電報配達業務を、幌別電報電話局に移管。
- 1972年（昭和47年）6月30日 - 特定郵便局から普通郵便局に局種別改定するとともに、登別郵便局に改称[3]。
- 1987年（昭和62年）10月5日 - 郵便番号を「059-03」から「059」に変更[4]。
- 1988年（昭和63年）6月30日 - カルルス温泉郵便局の廃止に伴い、取扱事務を承継。
- 1996年（平成8年）4月1日 - 幌別鉱山簡易郵便局の廃止に伴い、取扱事務を承継。
- 1999年（平成11年） - 外国通貨の両替および旅行小切手の売買に関する業務取扱を開始。
- 2006年（平成18年）9月19日 - 登別駅前郵便局から「059-04xx」区域の集配業務を移管[5]。
- 2007年（平成19年）10月1日 - 民営化に伴い、併設された郵便事業登別支店に一部業務を移管。
- 2012年（平成24年）10月1日 - 日本郵便株式会社の発足に伴い、郵便事業登別支店を登別郵便局に統合。
- 2015年（平成27年）8月31日 - 登別温泉郵便局から「059-05xx」区域の集配業務を移管。

## 取扱内容
- 郵便、印紙、ゆうパック、内容証明
- 貯金、為替、振替、振込、国際送金、外貨両替・トラベラーズチェック、国債、投資信託
- 生命保険、バイク自賠責保険、自動車保険、がん保険、引受条件緩和型医療保険
- ゆうちょ銀行ATM
- 登別市内の集配業務
- ゆうゆう窓口

## 周辺
- 登別市役所
- 登別市消防本部、登別市消防署
- 登別記念病院
- 登別市立幌別小学校

## アクセス
- JR室蘭本線 幌別駅（西口）から徒歩すぐ
- 道南バス 幌別西口停留所下車
- 道央自動車道 登別室蘭ICから北東へ約2.5km
- 駐車場あり：3台